# Ananteris ashmolei
Espèce
Ananteris ashmolei est une espèce de scorpions de la famille des Ananteridae.

## Distribution
Cette espèce est endémique de la province de Morona-Santiago en Équateur. Elle se rencontre dans la grotte Cueva de los Tayos.

## Description
La femelle holotype mesure 40,8 mm.

## Systématique et taxinomie
Cette espèce a été décrite par Lourenço en 1981.

## Étymologie
Cette espèce est nommée en l'honneur de Nelson Philip Ashmole.

## Publication originale
- Lourenço, 1981 : « Scorpions cavernicoles de l'Équateur : Tityus demangei n. sp. et Ananteris ashmolei n. sp. (Buthidae); Troglotayosicus vachoni n. gen., n. sp. (Chactidae), scorpion troglobie. » Bulletin du Muséum National d'Histoire Naturelle Section A Zoologie Biologie et Écologie Animales, vol. 3, no 2, p. 635-662 (texte intégral).